# 維達河
51°33′5.7″N 10°44′24.6″E / 51.551583°N 10.740167°E

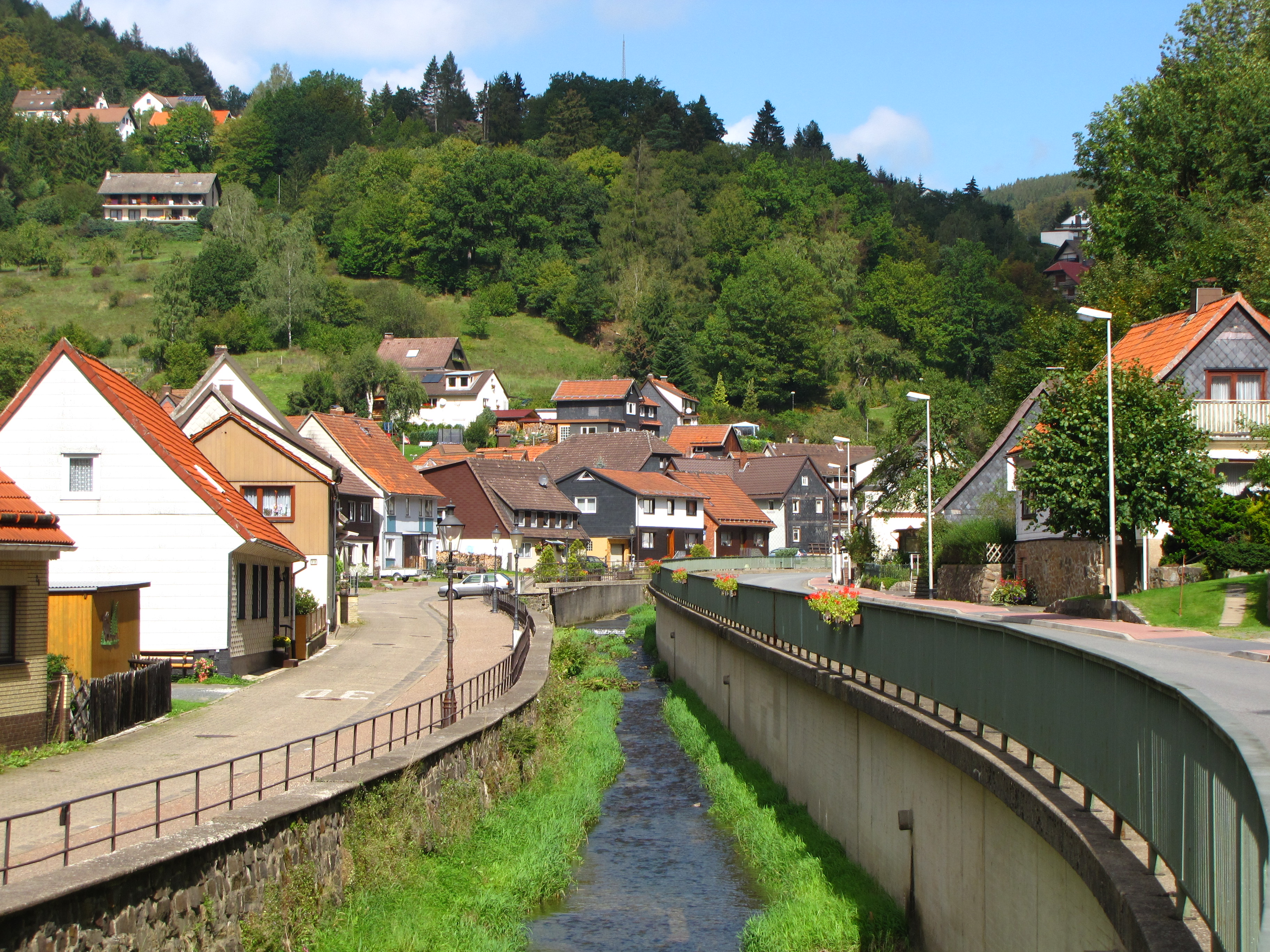

維達河（德語：Wieda），是德國的河流，位於該國北部，流經下薩克森州和圖林根州，屬於措爾格河的右支流，河道全長22公里，該河流發源自維達。